# La Unión, Ecuador
La Unión är en ort i Ecuador.   Den ligger i provinsen Azuay, i den södra delen av landet, 290 km söder om huvudstaden Quito. La Unión ligger 2 437 meter över havet och antalet invånare är 1 622.
Terrängen runt La Unión är kuperad åt sydväst, men åt nordost är den bergig. Runt La Unión är det ganska tätbefolkat, med 86 invånare per kvadratkilometer. Närmaste större samhälle är Gualaceo, 4,8 km söder om La Unión. Trakten runt La Unión består i huvudsak av gräsmarker.